# Trude Malcorps
Gertrude Jacoba Malcorps –conocida como Trude Malcorps– (Zwolle, 7 de febrero de 1921) es una deportista neerlandesa que compitió en natación. Ganó una medalla de plata en el Campeonato Europeo de Natación de 1938 en la prueba de 4 × 100 m libre.

## Palmarés internacional
| Campeonato Europeo | Campeonato Europeo    | Campeonato Europeo | Campeonato Europeo |
| Año                | Lugar                 | Medalla            | Prueba             |
| ------------------ | --------------------- | ------------------ | ------------------ |
| 1938               | Londres (Reino Unido) | Medalla de plata   | 4 × 100 m libre    |